# Philipp Matthias Bregy

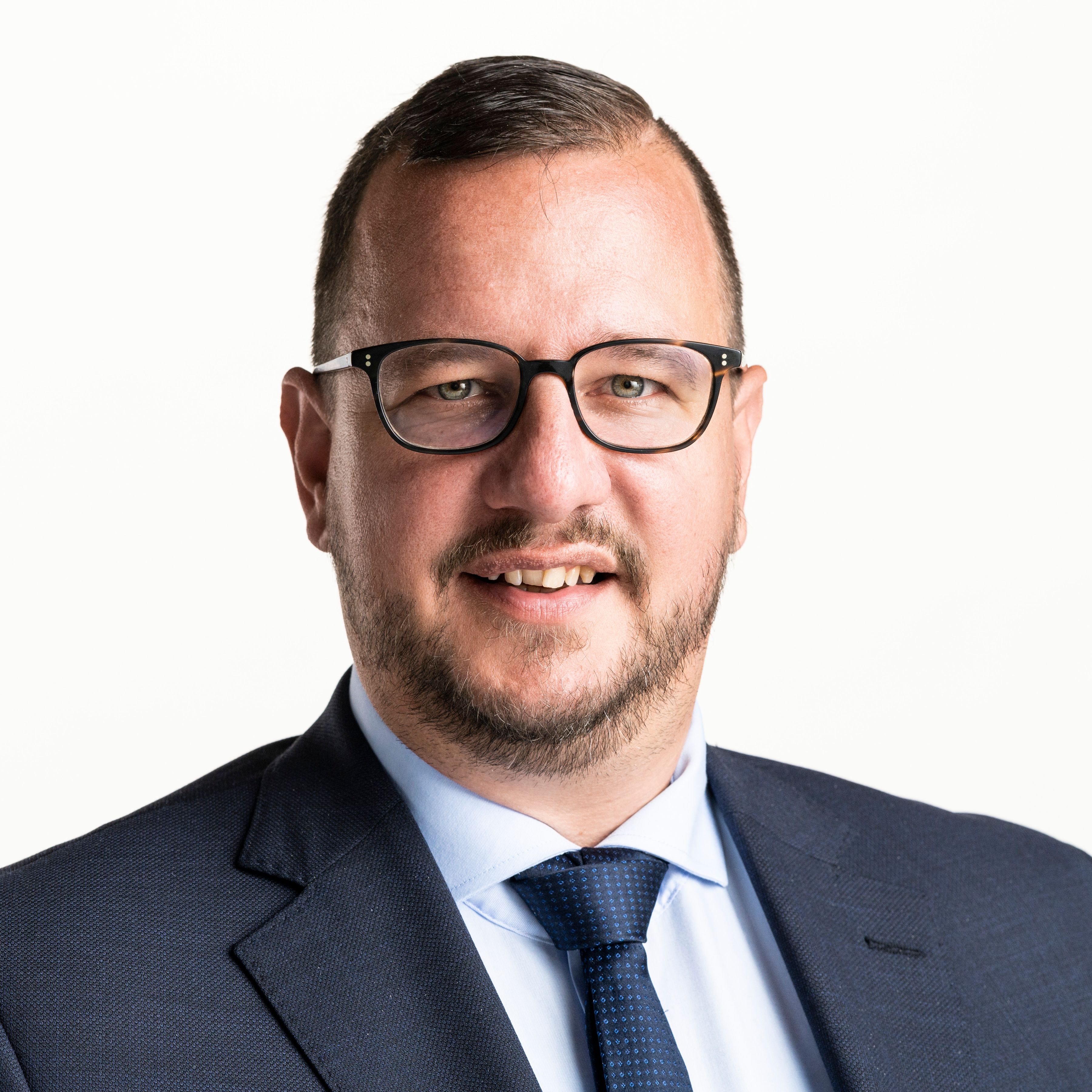
Philipp Matthias Bregy (2021)

Philipp Matthias Bregy (* 7. Juli 1978 in Visp; heimatberechtigt in Naters und Turtmann) ist ein Schweizer Politiker (Die Mitte, vormals CVP). Seit dem 28. Juni 2025 ist er Präsident der Partei Die Mitte.

## Leben
Bregy wurde am 7. Juli 1978 in Visp als Sohn von Ursula Bregy (geb. Kreuzer) und Edelbert W. Bregy geboren. Er hat einen Bruder.
Bregy besuchte von 1985 bis 1993 die Primar- und Sekundarschule in Naters. Danach war er bis 1998 am Kollegium in Brig, wo er 1998 die Maturität Typus C ablegte. Von 1998 bis 2004 studierte er Jurisprudenz an der Universität Bern. 2004 erhielt er den Master of Law of the University of Berne. 
Bregy ist verheiratet und hat zwei Kinder. Im Schweizer Militär diente er als Fachoffizier im Rang eines Majors.

## Politik
2013 wurde Bregy in den Gemeinderat von Naters gewählt und gehörte diesem bis 2019 an. Von 2009 bis 2018 war er überdies Mitglied im Walliser Grossen Rat und daselbst Fraktionschef der CVP Oberwallis sowie Präsident der Geschäftsprüfungs- und Justizkommission. Nach der Wahl von Viola Amherd in den Bundesrat nahm er am 4. März 2019 ihren Platz im Nationalrat ein. Am 20. Oktober 2019 schaffte Bregy erstmals die Wiederwahl als Nationalrat. Bei seiner zweiten Wiederwahl am 22. Oktober 2023 erreichte Bregy als erster Oberwalliser mit 28'872 Stimmen kantonsweit das zweitbeste Resultat.
Er ist seit 2019 Mitglied der Rechtskommission (RK-N) und seit 2023 Mitglied der Kommission für Wirtschaft und Abgaben (WAK-N). Von 2019 bis 2023 war Bregy Mitglied der Kommission für Fernmeldewesen und Verkehr (KFV-N) und Stellvertreter in der Immunitätskommission (IK-N). Seit 2020 ist Bregy zudem Mitglied des Fraktionsvorstands der Mitte-Fraktion. Nachdem die Fraktionspräsidentin, Andrea Gmür-Schönenberger, im März 2021 ihren Rücktritt per Ende April bekannt gab, kandidierte er um deren Nachfolge. Er wurde am 21. Mai 2021 im Rahmen der ordentlichen Fraktionssitzung gewählt. Am 25. November 2023 wurde Bregy einstimmig als Fraktionspräsident bestätigt. Im April 2025 gab er seine Kandidatur um die Nachfolge von Parteipräsident Gerhard Pfister bekannt. Er blieb der einzige Bewerber und wurde am 28. Juni 2025 auf der Delegiertenversammlung zu Pfisters Nachfolger gewählt.
Bregy ist Zentralpräsident von REDOG Schweizerischer Verein für Such- und Rettungshunde, Vorstandsmitglied des HEV Schweiz sowie Präsident des Walliser Gewerbeverbandes.

## Beruf
Von Beruf ist Bregy Rechtsanwalt. Er ist Partner von rieder.pfammatter.bregy - Rechtsanwalts- und Notariatskanzlei in Brig. Mit Ständerat Beat Rieder ist ein zweiter Schweizer Politiker Kanzleipartner. Daneben verfügt er über verschiedene Verwaltungsratsmandate, so unter anderem bei der Belalp Bahnen AG, der naturenergie AG oder der EnAlpin AG.